# Epitetralophidea
Epitetralophidea is een geslacht van vliesvleugeligen uit de familie Encyrtidae. De wetenschappelijke naam van dit geslacht is voor het eerst geldig gepubliceerd in 1915 door Girault.

## Soorten
Het geslacht Epitetralophidea omvat de volgende soorten:
- Epitetralophidea articulus (Girault, 1915)
- Epitetralophidea bicinctipes Girault, 1915
- Epitetralophidea magnithorax (Girault, 1923)